# N531 (België)
De N531 is een korte gewestweg in Komen-Waasten, België tussen de N58 en de N515. De weg heeft een lengte van iets meer dan 1 kilometer. De weg draagt zowel de Waalse naam Boulevard Industriel als de Vlaamse naam Nijverheidslaan.
De gehele weg heeft twee rijstroken in beide rijrichtingen samen.